# Aphrissa boisduvalii
Aphrissa boisduvalii es una especie de mariposa, de la familia de las piérides, que fue descrita originalmente con el nombre de Callidryas boisduvalii, por Felder, C & R Felder, en 1861, a partir de ejemplares procedentes de Colombia.

## Distribución
Aphrissa boisduvalii está distribuida entre las regiones Neotropical y Neártica y ha sido reportada en 8 países.

## Plantas hospederas
Las larvas de A. boisduvalii se alimentan de plantas de la familia Fabaceae. Entre las plantas hospederas reportadas se encuentran Arabis hirsuta, Cardamine impatiens, Descurainia sophia, Rorippa indica y especies no identificadas del género Draba.